# USS LST-325
O USS LST-325 foi um navio de guerra norte-americano da classe LST que operou durante a Segunda Guerra Mundial.